# Hemerobius comorensis
Hemerobius comorensis is een insect uit de familie van de bruine gaasvliegen (Hemerobiidae), die tot de orde netvleugeligen (Neuroptera) behoort. 
Hemerobius comorensis is voor het eerst wetenschappelijk beschreven door Krüger in 1922.